# Špilje Yunganga
Špilje Yunganga (kineski: 云冈石窟|t=雲崗石窟, pinyin: Yúngāng Shíkū) su drevni budistički hramovi izgrađeni u špiljama 16 km jugozapadno od grada Datonga, u današnjoj kineskoj provinciji Shanxi. Smatraju se jednim od najboljih primjera arhitekture uklesane u stijeni, te predstavlja jedan od tri najpoznatija lokaliteta budističke umjetnosti u Kini; druga dva su Longmen i Mogao špilje.
Lokalitet se nalazi u dolini rijeke Shi Li i podnožju planina Wuzhou Shan. Spilje su većinom nastale tako što su uklesane u razdoblju od 460. do 525. godine, za vrijeme vladavine sjeverne dinastije Wei. Lokalitet sadrži ukupno 252 špilja s više od 51.000 skulptura Bude.
God. 2001., Yungana špilje su upisane na UNESCO-ov popis mjesta svjetske baštine u Aziji kao „izvanredan primjer budističke umjetnosti kamenoklesarstva 5. i 6. stoljeća, a njegovih Pet špilja koje je izradio Tan Yao, svojim strogim jedinstvom plana, predstavljaju klasično remek-djelo prvog vrhunca kineske umjetnosti”.

## Povijest
Nakon pada dinastije Jin, sjevernim dijelovima Kine zavladala je dinastija Sjeverni Wei. Oni su gradili svoju prijestolnicu Pingcheng, sada poznat kao grad Datong, i rano su prihvatili budizam kao državnu religiju. Budizam je stigao putem sjeverne rute Puta svile, koja je u duljini od oko 2600 km povezivala drevnu kinesku prijestolnicu Xi'an sa zapadom preko prijelaza Wushao Linga za Wuwei i izlazila na Kashgar prije povezivanja s antičkom Partijom.
Rad na ovom prvom razdoblju klesanja Yungang špilja trajao je do 465. godine (špilje koje su sada poznate kao špilja 16. – 20.). Od oko godine 471. započinje drugo razdoblje izgradnje koje je trajalo sve do 494. godine (tada su nastale špilje blizanci 5./6., 7./8., i 9./10., kao i špilje 11., 12., a vjerojatno i 13., pod nadzorom i podrškom carskog dvora). Carsko pokroviteljstvo je završilo 494. godine kada je dinastija Wei premjestila glavni grad u Luoyang. Sve druge špilje nastale su privatnim pokroviteljstvom u trećem razdoblju gradnje, do 525. godine, kada je gradnja potpuno prestala zbog ustanaka u tom području.
Od kraja radova, stijene pješčenjaka špilja su izložene teškim vremenskim uvjetima. Tijekom stoljeća bilo je nekoliko pokušaja očuvanja špilja i popravljanja pretrpljene štete. Tijekom dinastije Liao u špiljama su se obnavili neki kipovi izgradilo se tzv. "10 hramova Yunganga" (1049. – 1060.), koji su trebali štititi glavne špilje. Međutim, oni su uništeni u požaru samo 60-ak godina kasnije. God. 1621., tijekom rane dinastije Qing, izgrađene su drvene zgrade koje se još uvijek mogu vidjeti ispred špilje 5. i 6. Od 1950-ih, pukotine u pješčenjaku su zapečaćene fugiranjem, a tu su i nastojanja da se smanje trošenja olujama pošumljavanjem.

## Odlike
Špilje u ranog razdoblja (460. – 65.) se sastoje od pet glavnih špilja, ove veličanstvene i jednostavne špilje su kopali pod vodstvom redovnika Tan Yaoa i prozvane su po njemu. Velike špilje su iskopane kako bi u njih smjestili divovske kipove, 13-15 m visoke. One su u obliku slova U (potkovaste)s lučnim krovovima oponašajući slamnate krovove u drevnoj Indiji. Svaka špilja ima vrata i prozora. Središnja figure imaju visoka tijela i zauzimaju veći dio špilje, dok je na vanjskim zidovima urezano 1.000 budističkih kipova, koji se rijetko mogu vidjeti u tradiciji kineske povijesti rezbarenja. 
Špilje srednjeg razdoblja (471. – 94.) čine bit Yungang špilja, a sastoje se od velikih špilja, uključujući i četiri skupine dvostrukih špilja i jedna grupa trostrukih. U ovom razdoblju došlo je do naglog razvoja Han stila i uvedeno je mnogo novih predmeta i kombinacija kipova, prebacuje se pozornost na stvaranje strahovladajućih likova i razne vrste ukrasa. Ove špilje su kvadratičnog plana, obično s komorama kako u prednjem i na stražnjem dijelu, rezbarije na zidovima su podijeljene u gornje i donje trake, te lijeve i desne odjeljke. Ravni stropovi su u većini slučajeva isklesani reljefima. S obje strane vanjskih zidova su visoki dvostruki tavani, i spomenici u središtu dvorišta. Skloništa u stilu drvenih konstrukcija podržavaju osmerokutni stupovi, svaki urezan s 1.000 Buda. Unutrašnji zidovi špilja su pokriveni dugim trakama slika podijeljene u različite slojeve i stupce. Svi oni odražavaju izgled i tradicionalne aranžmane dvorske mode u Kini za vrijeme dinastije Han.
Špilje posljednjeg razdoblja (494. – 525.) nalaze se u zapadnom dijelu špiljskog područja, u Hramu doline zmaja-kralja. Ukupno, više od 200 špilja i niša urezane su u tom razdoblju. Ove špilje su srednje i male veličine, različitih i kompliciranih nepravilnih oblika. Dekoracije su urezane na litici oko vrata špilje. Postoji tendencija pojednostavljenja sadržaja kipova stilizirajućim oblicima, ali s novim izgledom krhkosti i ljupkoće.
- Veliki Buda
- Reljefi duoganga
- Jedan od Buda
- Buda špilje
- Likovi na bočnom zidu špilje

## Vanjske poveznice
- Službena stranica (kin.) Preuzeto 7. kolovoza 2011.
- Panografije velike kvalitete na patrimonium-mundi.org
- Protecting the Yungang Grottoes from Air Pollution Damage (engl.)